# Tatiana Shebanova
Tatiana Shebanova (Moscú, 12 de enero de 1953 - Varsovia, 1 de marzo de 2011) fue una pianista clásica rusa. 
Estudió piano en el Conservatorio de Moscú con Viktor Merzhanov, gradúandose en 1976. Obtuvo el segundo puesto en el Concurso Internacional de Piano Fryderyk Chopin en 1980. Desarrolló una intensa carrera como intérprete, que incluyó prácticamente toda Europa, Sudáfrica y Filipinas. Contrajo matrimonio con el también pianista polaco Jarosław Drzewiecki, con quien tuvo un hijo, Stanisław Drzewiecki. Su repertorio fue muy variado: Bach, Chopin, Mozart,  Mendelssohn, Beethoven, Schubert, Schumann, Liszt, Chaikovski, Brahms, Skriabin, Debussy, Ravel, Prokófiev, Rajmáninov, etc. Dejó también decenas de registros fonográficos con diversos sellos como Melodia, Polskie Nagrania...